# ورزشگاه سونان
ورزشگاه سونان یک ورزشگاه چند منظوره در پیونگ یانگ، کره شمالی است. این ورزشگاه در حال حاضر، بیشتر برای مسابقات فوتبال استفاده می شود. ورزشگاه سونان، ۴۰،۰۰۰ تماشاگر را در خود جای می‌دهد و در سال ۱۹۹۱ افتتاح شده است. 